# Nikolai Wassiljewitsch Nikitin

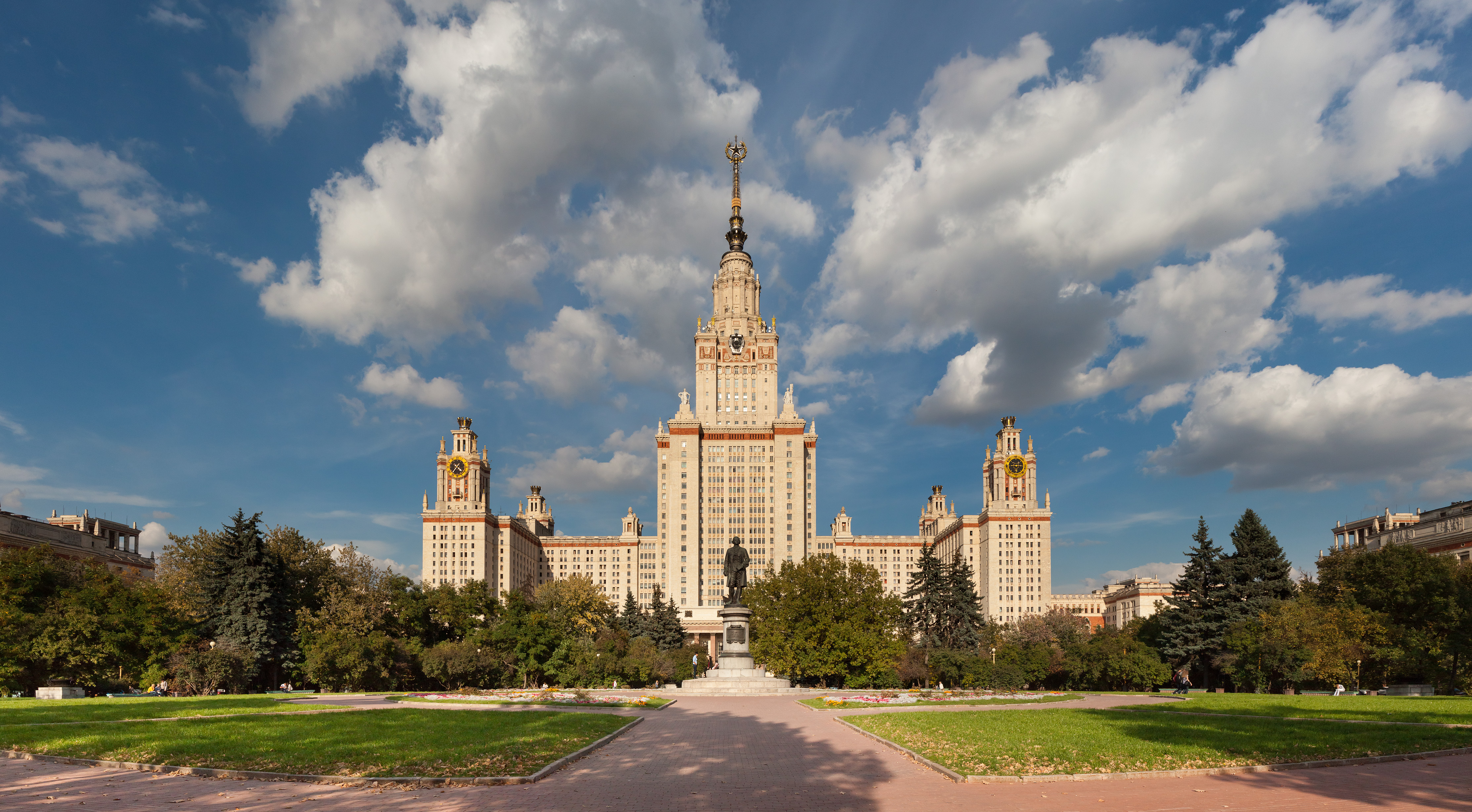
Hauptgebäude der Lomonossow-Universität

Statue auf dem Mamajew-Hügel

Nikolai Wassiljewitsch Nikitin (russisch Николай Васильевич Никитин; * 2. Dezemberjul. / 15. Dezember 1907greg. in Tobolsk; † 3. März 1973 in Moskau) war ein russischer Bauingenieur und Architekt. Er war am Entwurf einer Reihe bekannter Bauwerke der Sowjetzeit maßgeblich beteiligt und wurde hierfür mehrfach mit Staatsprämien ausgezeichnet.

## Leben
Nikitin wurde 1907 im sibirischen Tobolsk geboren und musste in ärmlichen Verhältnissen aufwachsen, da sein Vater aufgrund seiner Beteiligung am Aufstand von 1905 seine Arbeit verloren hatte. Nach der Oktoberrevolution zog die Familie nach Nowosibirsk (damals noch Nowonikolajewsk), wo Nikitin mit seinen Eltern lange Zeit in einer Elendsbehausung leben musste. Als Nikitin 17 Jahre alt war, zog er sich beim Beerensammeln in der Taiga einen Schlangenbiss zu, der bei ihm bleibende Schäden am Bein verursachte. Trotz allem schloss Nikitin die Schule mit Auszeichnung ab und nahm ein Ingenieurstudium an der Technischen Hochschule Tomsk (heute: Polytechnische Universität Tomsk) auf. Er galt als ein sehr begabter Student und war bereits während des Studiums, das er 1930 ebenfalls mit Auszeichnung abschloss, an baulichen Entwürfen diverser Gebäude beteiligt.
Nach Studienabschluss kehrte Nikitin nach Nowosibirsk zurück, wo er in den Folgejahren mit der Konzeption einer Reihe von öffentlichen Gebäuden beauftragt wurde. Auch das Empfangsgebäude des Nowosibirsker Hauptbahnhofs aus dem Jahre 1932 wurde von Nikitin entworfen. Im gleichen Jahr reiste Nikitin nach Moskau und nahm dort an dem vom sowjetischen Energieministerium ausgeschriebenen Ideenwettbewerb zur Errichtung eines Windkraftwerks auf der Halbinsel Krim teil. Sein Projekt gewann den Wettbewerb; auch wenn das Bauvorhaben später verworfen wurde, setzte Nikitin die darin enthaltenen Ideen und technischen Mittel bei seinen späteren Projekten in die Praxis um, allen voran beim Bau von Hochhäusern sowie später des Moskauer Fernsehturms.
1935 zog Nikitin nach Moskau und arbeitete von da an bis zu seinem Tod dort. Einer seiner ersten Aufträge in der sowjetischen Hauptstadt war die Konzeption des Fundaments für den geplanten Palast der Sowjets. Das Fundament wurde schließlich an Stelle der gesprengten Christ-Erlöser-Kathedrale errichtet, dabei blieb es jedoch – der Bau des Gebäudes wurde aus verschiedenen Gründen letztendlich verworfen. Doch auch während des Zweiten Weltkrieges blieb Nikitin nicht untätig, da er sich zu jener Zeit sowie in den Nachkriegsjahren vor allem an der Wiedererrichtung zerstörter sowie ins Hinterland verlagerter Industrieobjekte beteiligte.
Die bekanntesten Bauwerke mit Beteiligung Nikitins, der 1957 zum Chefkonstrukteur des Moskauer Bauamtes befördert wurde, stammen aus der Zeit des Baubooms in der Sowjetunion der 1950er und 1960er Jahre. Dazu gehören unter anderem das im Stile des Sozialistischen Klassizismus erbaute Hauptgebäude der Moskauer Lomonossow-Universität und andere Moskauer Hochhäuser dieser Epoche sowie das Mahnmal „Mutter Heimat ruft“ auf dem Mamajew-Hügel in Wolgograd. Sein wohl bekanntestes Bauwerk ist jedoch der 540 Meter hohe Moskauer Ostankino-Fernsehturm aus dem Jahre 1967. Für den Entwurf dieser zu jener Zeit einmaligen Konstruktion erhielt Nikitin 1970 den Leninpreis.
Nikitin starb 1973 und wurde auf dem Nowodewitschi-Friedhof in Moskau beigesetzt.